# غابة بلغراد (إسطنبول)
غابة بلغراد إسطنبول (بالتركية: Belgrad Ormanı) من أكبر وأشهر المنتزهات في مدينة إسطنبول التركية، وهي تعتبر محمية طبيعية لتنوع أشجارها ونباتاتها وحيواناتها. تبعد هذه الغابات حوالي 20 كم عن مركز مدينة إسطنبول. تعد هذه الغابات مصدر كبير للمياه ومتنفس لمدينة إسطنبول وذلك لاحتوائها على سبع بحيرات مائية حيث ما تزال آثار السدود القديمة موجودة في الغابة والتي يعود تاريخها إلى العصر العثماني.
تحد إسطنبول من جهتيها الآسيوية والأوروبية غابتين رطبتين مختلطتين قديمتيّ العهد، وتُعرف الغابة الآسيوية باسم "غابة ألمداغ"، أما الغابة الأوروبية فتُعرف باسم غابة بلغراد.

## وصلات خارجية
- الموقع على الشبكة.